# Felix Owolabi
Felix Owolabi (ur. 24 stycznia 1956) – nigeryjski piłkarz grający na pozycji pomocnika. W swojej karierze grał w reprezentacji Nigerii.

## Kariera klubowa
Swoją karierę piłkarską Owolabi rozpoczął w klubie Racca Rovers FC. Zadebiutował w nim w 1976 roku i grał w nim do 1977 roku. W 1978 roku przeszedł do Shooting Stars FC, w którym występował do końca swojej kariery, czyli do 1992 roku. W latach 1980 i 1983 wywalczył z nim dwa tytuły mistrza Nigerii, a w 1979 roku zdobył Puchar Nigerii.

## Kariera reprezentacyjna
W reprezentacji Nigerii Owolabi zadebiutował w 1978 roku. W tym samym roku powołano go do kadry na Puchar Narodów Afryki 1978. Wystąpił w czterech meczach: grupowych z Ghaną (1:1) i z Zambią (0:0), półfinałowym z Ugandą (1:2) i o 3. miejsce z Tunezją (2:0). Z Nigerią zajął 3. miejsce w tym turnieju.
W 1980 roku Owolabi był w kadrze Nigerii na Igrzyska Olimpijskie w Moskwie, a także na Puchar Narodów Afryki 1980. Wystąpił w nim w czterech meczach: grupowych z Tanzanią (3:1) i z Egiptem (1:0), półfinałowym z Marokiem (1:0), w którym strzelił gola i finałowym z Algierią (3:0). Z Nigerią wywalczył mistrzostwo Afryki.
W 1982 roku Owolabiego powołano do kadry na Puchar Narodów Afryki 1982. Zagrał w nim w trzech meczach grupowych: z Etiopią (3:0), z Algierią (1:2) i z Zambią (0:3). W kadrze narodowej grał do 1982 roku.